# 공주님 안기

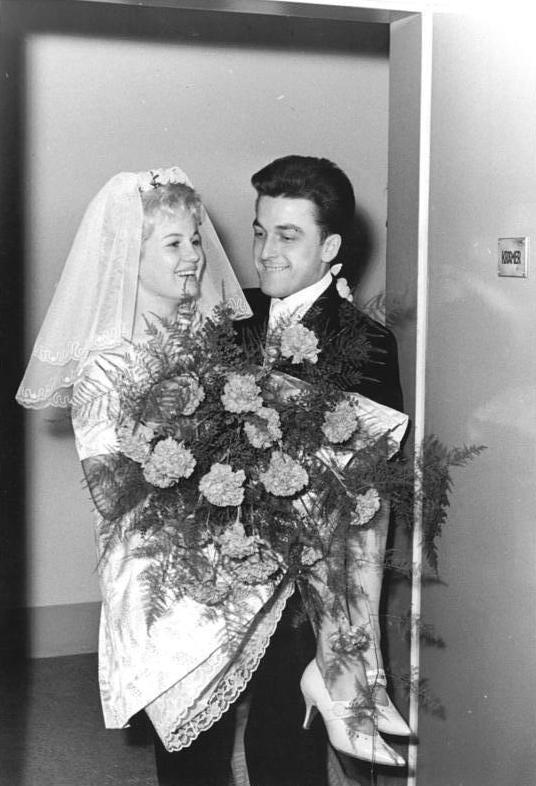
공주님 안기

공주님 안기는 사람을 안는 방식의 일종이다. 껴안기는 사람은 몸을 옆으로 향해 있으며, 껴안는 사람은 양팔을 내밀어, 대상자의 상반신과 하반신을 각각의 팔로 분담하는 형태로 지지해 허리를 지점으로 하여 자신의 배의 위치까지 안는 것이다.